# Животне шансе
Животне шансе (нем. Lebenschancen) је теорија друштвених наука о вероватноћи сваког индивидуалаца да унапреди сопствени квалитет живота. Концепт је увео немачки социолог Макс Вебер. То је пробалистички концепт који описује колико је вероватно (узимајући у обзир одређене факторе) да живот индивидуе испадне на одређени начин. Према овој теорији постоји позитивна корелација између животних шанси и социоекономског статуса.
У овом смислу шансе се односе на обим где појединац има приступ ресурсима, било да су опипљиви (храна, одећа и склониште) или неопипљиви (нпр. образовање или здравствена нега). Животне шансе се састоје од могућности индивидуалаца да добију материјална добра, имају каријеру и да осете унутрашње задовољство, другим речима могућност задовољења потреба.

## Теорија
Веберове животне шансе се могу посматрати као проширење идеја Карла Маркса. Вебер и Маркс се слажу да су економски фактори важни за одређење будућности појединаца, али Веберов концепт животних шанси је комплекснији; инспирисан је Марксовим размишљањима о социјалној стратификацији и друштвеним класама, али другачији. За Маркса, статус класа није био важан фактор, а животне шансе су у корелацији са материјалним богатством. С друге стране, Вебер је увео нове факторе као што су социјална мобилност и социјална једнакост. Други фактори који су у вези са социоекономским статусом су род, раса и етницитет.
Док су неки фактори као што су године, раса и род насумични, Вебер је нагласио везу између животних шанси и елемената теорије стратификације који нису били насумични – како социјална класа, социјални статус и политичка опредељеност утичу на живот појединаца. Другим речима, појединац у одређеним групама има заједничке узрочне животне шансе: у сличним ситуацијама постоји тенденција да имају сличне исходе. Вебер напомиње важност економских фактора: упоређујући моћ оних са својином и онима који немају својину, даје предност овим првима.
Вебер је такође приметио да су животне шансе до одређене мере субјективне; схватање појединаца о сопственим животним шансама ће утицати на његово понашање; зато, ако појединац верује да је поштован и вреднован члан друштва или ако мисли да то може постати, постоји већа вероватноћа да ће резултати његових напора довести до тога. Особе без тог веровања, а посебно оне који свесно прихватају или су несвесно прихватили веру у супротно, су рањиве на научену беспомоћност и све пропратне последице у вези ње. 
У вези са основом и надоградњом, животне шансе представљању структуру, факторе над којима нико нема контролу; док код животног понашања – вредности и уверења, став према ризиковању, социјалне вештине или слободна воља – представљају факторе над којима појединац има контролу. Према Веберовим теоријама животне шансе и животно понашање одређују животни стил појединаца.
У социјалном инжењерству, животне шансе морају да се балансирају наспрам других циљева, као што су елиминисање сиромаштва, осигуравање личне слободе и једнакост на рођењу.

## Приписан статус
Концепт животних шанси сугерира да статус се не достиже у потпуности, већ до одређене мере се приписује. Уопштено, друштва која истичу приписивање, постоји мало шанси (у смислу постизања престижа у заједници) и статус се често наслеђује. То практично значи да људи добијају статус на основу групе у којој су рођене, а не на основу заслуга које су они зарадили. Приписани атрибути, као што су раса/етницитет, род и класно порекло, могу имати утицај на животне шансе појединаца. У свим друштвима родитељи преносе све предности и мане које имају на своје потомство.
Класа којој припада индивидуалац одређује комшилук у ком живи, који ће да утиче на ниво образовања, људи са којима се социјализује и класну свест. Веома важан фактор који утиче на животне шансе јесте становање. Сиромашнији станови ће утицати на здравље, расположиве објекте, вероватноћу да се буде жртва криминала итд. Објекти за провођење слободног времена се често налазе у регионима у којима доминира средња бела класа или близу места где нема мануелних радних места. Чланство у теретани је скупо, а чланарина је ретко кад доступна за запослене на нижим радним местима, етничких мањина или жена. Због тога уопштено посматрано, бела средња класа има више доступних животних шанси у односу на мање повлашћене групе.
Ако је појединац рођен у богатој породици имаће далеко више пожељних ресурса за будућност који ће им побољшати животне шансе у односу на појединца који је рођен у радничкој породици. Неки од ових ресурса су социјалне мреже и могућност да особе са добро повезаним родитељима имају бенефиције у стицању статуса. Стицање статуса се односи на то како сваки појединац добија одређено занимање. Ово обухвата како се приписани и постигнути фактори комбинују, јер сваки појединац узима одређену професију у односу на професију својих родитеља односно предности и мана њихових професија, затим на основу сопственог уложеног напора и способности, као и среће.
Додатна димензија која утиче на животне шансе јесте породична динамичност односно присуство биолошких родитеља, квалитет породичних веза и присуство браће и сестара. На пример, студије су показале да деца деца разведених родитеља имају нижи ниво психолошког здравља, много више проблема у сопственим везамаћи ризик да се и сама разведу, као тенденцију да се мање образују.